# 刘德珍
刘德珍（1924年—？），河北宛平縣（现北京）人。中华人民共和国政治人物。
曾任北京石景山发电厂汽机场修理班小组长，后被评选为全国劳动模范。1954年，担任第一届全国人大代表，此后连任第二届、第三届和第六届。